# Medicago rugosa
Medicago rugosa là một loài thực vật có hoa trong họ Đậu. Loài này được Desr. miêu tả khoa học đầu tiên.

## Hình ảnh

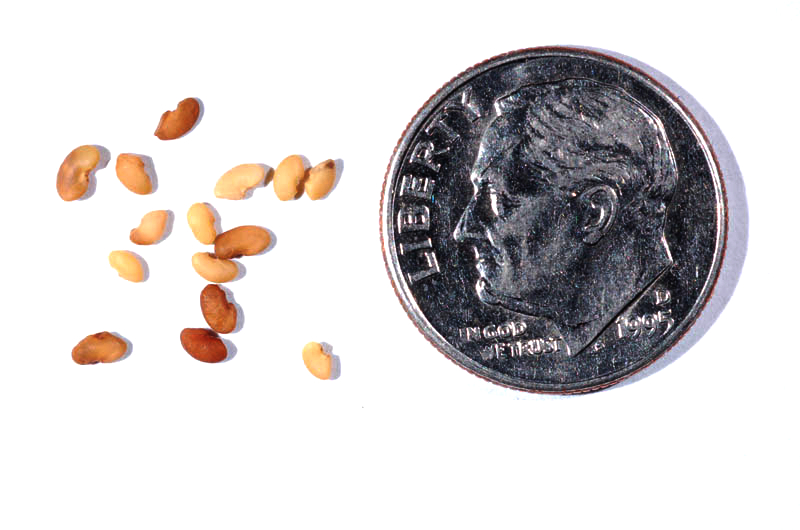
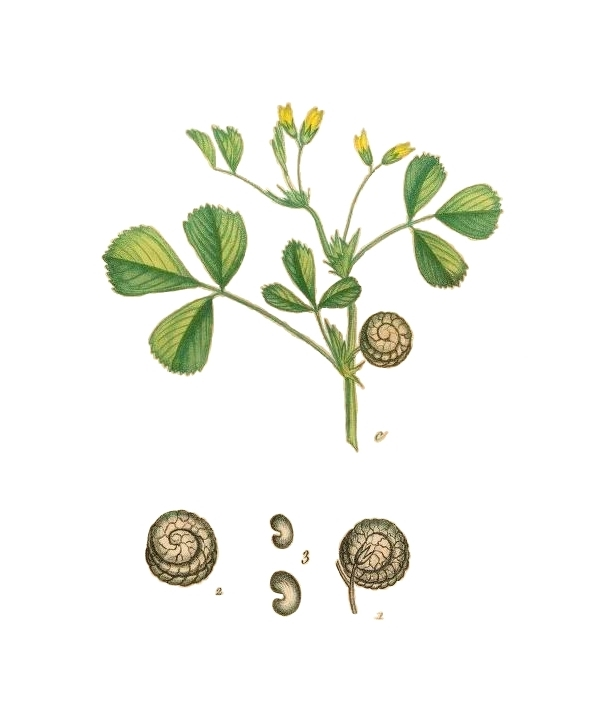
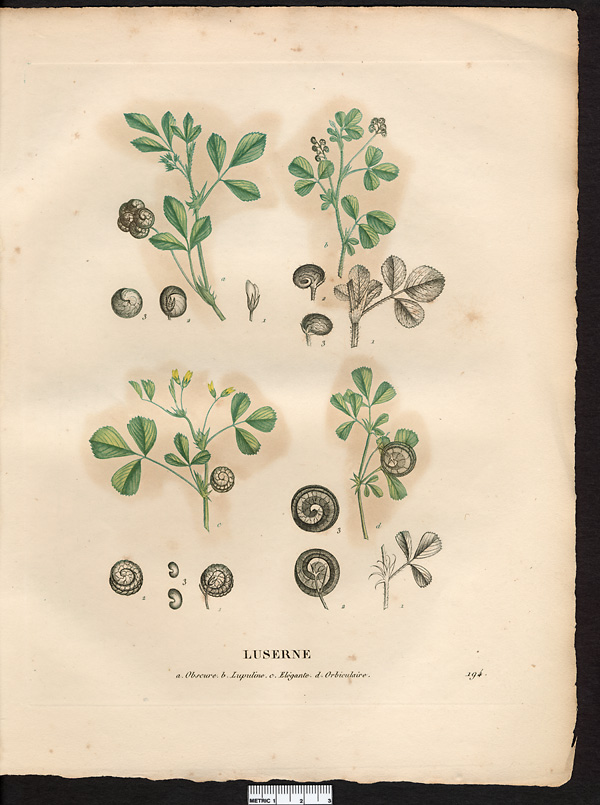
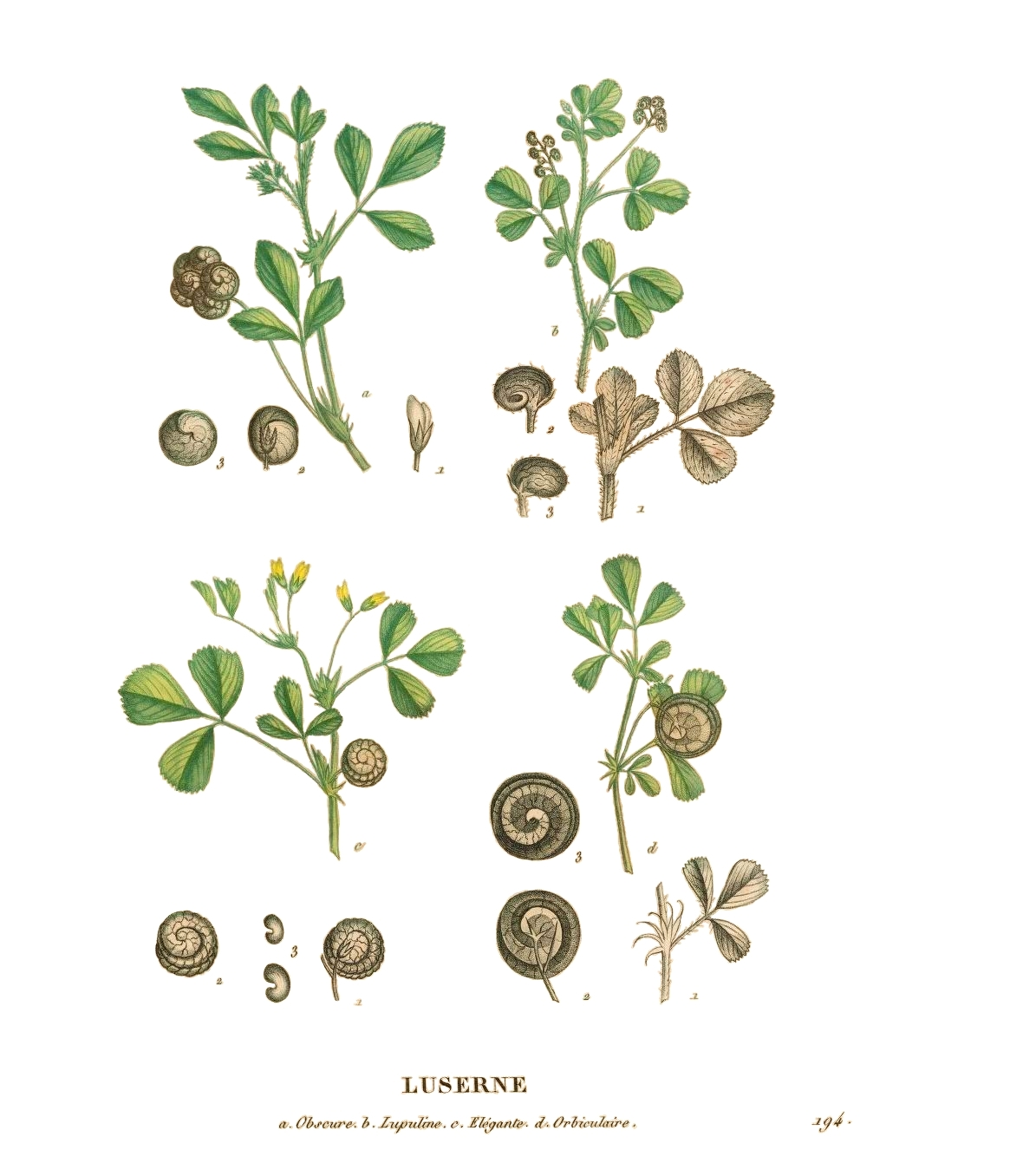